# 1974 em Portugal
Lista dos principais acontecimentos no ano 1974 em Portugal.

## Incumbentes
- Presidente da República:
  - Américo Tomás (até 25 de abril)
  - Junta de Salvação Nacional (interinamente, entre 25 de abril e 15 de maio)
  - António de Spínola (entre 15 de maio e 30 de setembro)
  - Francisco da Costa Gomes (a partir de 30 de setembro)
- Primeiro-Ministro:
  - Marcelo Caetano (III Governo do Estado Novo, até 25 de abril)
  - Junta de Salvação Nacional (interinamente, entre 25 de abril e 16 de maio)
  - Adelino da Palma Carlos (I Governo Provisório, entre 16 de maio e 18 de julho)
  - Vasco Gonçalves (II e III Governos Provisórios, a partir de 18 de julho)
- Presidente da Assembleia Nacional:
  - Carlos Monteiro do Amaral Neto (XI Legislatura)

## Eventos

### Janeiro
- 17 — O General António de Spínola é nomeado para Vice-Chefe do Estado-Maior-General das Forças Armadas.[1]

### Fevereiro
- 22 — Lançamento do livro Portugal e o Futuro do General António de Spínola, que causa furor ao advogar uma solução política para a Guerra do Ultramar, propondo a autonomia das colónias.

### Março
- 14 — Um numeroso grupo de oficiais generais, que viria a ser vulgarmente conhecido como "Brigada do Reumático", reúne-se com o Presidente do Conselho, Marcelo Caetano, no Palácio de São Bento, para afirmar a sua fidelidade à política ultramarina do Governo; os generais Costa Gomes e António de Spínola (respectivamente, Chefe do Estado-Maior-General das Forças Armadas e Vice-Chefe do Estado-Maior-General das Forças Armadas) não comparecem, e são nesse mesmo dia exonerados dos seus cargos.[2]
- 16 — Intentona das Caldas. Uma coluna de militares do Regimento de Infantaria 5 marcha até Lisboa com o intuito de derrubar o governo de Marcelo Caetano; o golpe fracassa por falta de coordenação entre os organizadores e os militares são presos.[3]

### Abril

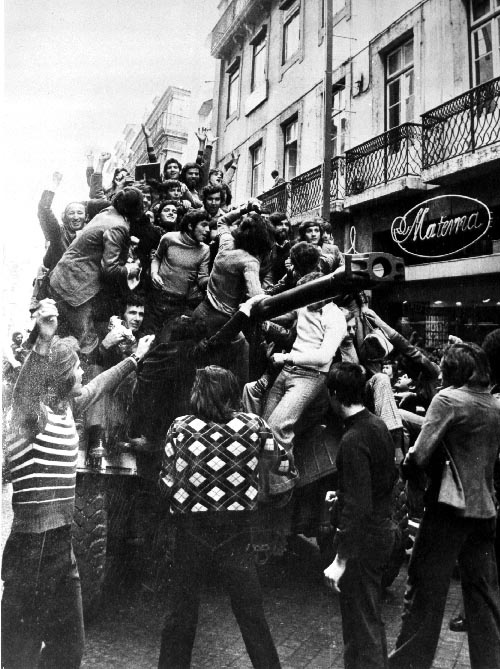
Revolução dos Cravos em abril de 1974

- 21 — D. Francisco Santana é ordenado Bispo do Funchal, na Sé de Lisboa, por D. António Ribeiro, Cardeal-Patriarca de Lisboa.[4]
- 25 — Revolução dos Cravos. Diversas unidades motorizadas afetas ao Movimento dos Capitães rumam a Lisboa e tomam sítios-chave, incluindo estações de rádio, a RTP, ministérios, o aeroporto e, por fim, o Quartel do Carmo, onde se refugiara Marcelo Caetano; cai o regime ditatorial praticamente sem oposição, o poder passa a ser exercido pela Junta de Salvação Nacional, e Portugal inicia o processo de transição democrática.
- 30 — Álvaro Cunhal, secretário-geral do Partido Comunista Português, regressa a Portugal, após um exílio de 14 anos na União Soviética; é recebido no Aeroporto da Portela por uma multidão entusiástica de centenas de pessoas.[5]

### Maio
- 4 — A Conferência Episcopal Portuguesa emite uma Nota Pastoral acerca dos acontecimentos recentes; assume a defesa do pluralismo político e exorta os sacerdotes católicos a não militarem em partidos políticos.[2]
- 6 — É fundado o Partido Popular Democrático  (PPD), de centro-esquerda e de cariz social-democrata, por Francisco Sá Carneiro, Francisco Pinto Balsemão e Joaquim Magalhães Mota.[6]
- 10 — É fundado o Movimento de Esquerda Socialista (MES) que conta, entre os fundadores, com Jorge Sampaio, João Cravinho, José Manuel Galvão Teles e Vítor Wengorovius. É no mesmo dia fundado o Partido da Democracia Cristã (PDC), por iniciativa de, entre outros, Nuno Calvet de Magalhães, João da Costa Figueira e Henrique de Sousa e Melo.[2]
- 15 — António de Spínola, presidente da Junta de Salvação Nacional, assume as funções de Presidente da República, sendo empossado em cerimónia no Palácio de Queluz.[1][2]
- 16 — Toma posse o I Governo Provisório, presidido pelo moderado Adelino da Palma Carlos, escolhido por Spínola. Mário Soares assume a pasta dos Negócios Estrangeiros enquanto Sá Carneiro e Álvaro Cunhal são nomeados ministros sem pasta.
- 20 — Américo Tomás e Marcelo Caetano, até então em residência vigiada no Funchal, partem para o exílio no Brasil.[2]
- 23 — É fundado o Partido Popular Monárquico (PPM), criado por iniciativa da Convergência Monárquica, federação de diversos movimentos monárquicos independentes.[2]
- 28 — No dia em que se cumpriam 48 anos da instauração da Ditadura Militar, elementos do Movimento Democrático dos Artistas Plásticos (MDAP) embrulham com um grande pano negro e prendem com cordas a estátua de Salazar, da autoria de Francisco Franco, que se encontrava no pátio do Palácio Foz, num ato de "destruição simbólica e um ato de criação artística", não estando nunca em causa a destruição da estátua, retirada pouco depois.[7]
- 31 — É empossado o Conselho de Estado, responsável pelo sancionamento e veto dos diplomas do Governo, e pela fiscalização e verificação da constitucionalidade dos seus atos; é composto por vinte e um elementos, entre membros da Junta de Salvação Nacional, representantes do MFA, e sete cidadãos desginados pelo Presidente da República.[2]

### Junho
- 9 — Portugal restabelece relações diplomáticas com a União Soviética e com a Jugoslávia.[2]
- 19 — O Presidente da República, António de Spínola, acompanhado por Francisco Sá Carneiro e Diogo Neto, encontra-se com o Presidente norte-americano, Richard Nixon, na Base das Lajes.[2]
- 23 — É fundada a Associação dos Deficientes das Forças Armadas.[2]

### Julho

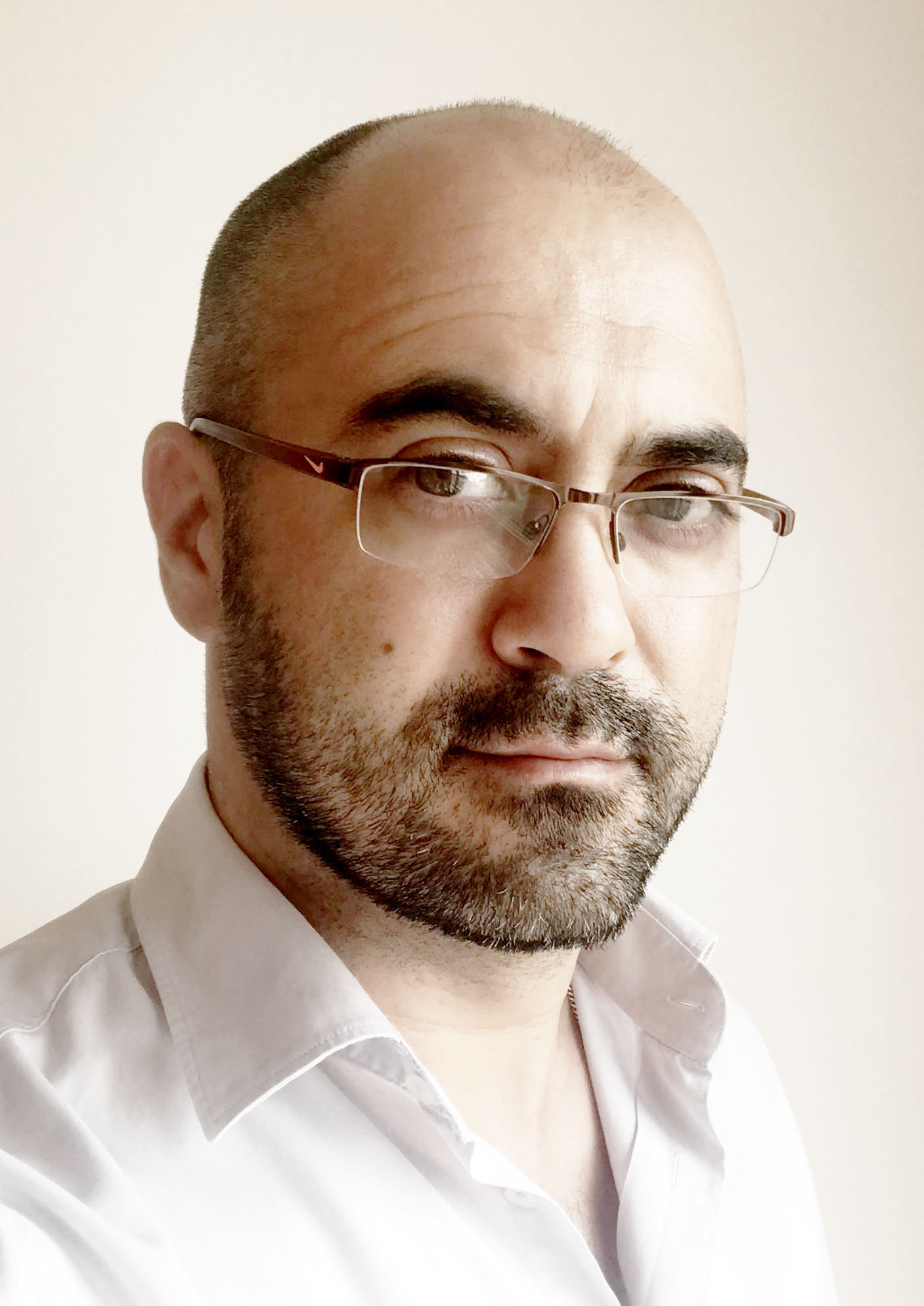
André Carrilho

- 8 — Criação do Comando Operacional do Continente (COPCON), visando garantir às Forças Armadas as necessárias condições para assegurarem o efectivo cumprimento do Programa do MFA "contra eventuais manobras reacionárias".[2]
- 19 — É fundado o Partido do Centro Democrático e Social (CDS), "correspondendo ao apelo de amplas correntes de opinião pública, abrindo-se a todos os democratas do centro-esquerda e centro-direita", por Diogo Freitas do Amaral, Adelino Amaro da Costa e Basílio Horta.[8]

### Setembro
- 7 — São assinados os Acordos de Lusaca, entre Portugal e a FRELIMO, consagrando a independência de Moçambique.[2]
- 11 — É publicada no Diário do Governo, uma declaração conjunta da Junta de Salvação Nacional, do Conselho de Estado e do Governo Provisório, reconhecendo a independência de Guiné-Bissau.[2]
- 13 — São nacionalizados os Bancos de Angola, Nacional Ultramarino e Banco de Portugal.[2]
- 30 — O General António de Spínola demite-se do cargo de Presidente da República; o General Costa Gomes é nomeado para o suceder, acumulando o cargo com o de Chefe do Estado-Maior-General das Forças Armadas.[2]

### Outubro
- 5 — A ponte sobre o Tejo é rebatizada com o nome Ponte 25 de Abril.[2]
- 20 — Tem lugar em Lisboa o VII Congresso (Extraordinário) do Partido Comunista Português, o primeiro realizado na legalidade.[2]

### Novembro
- 4 — Forças de extrema-esquerda tentam impedir a realização do primeiro comício da Juventude Centrista, organização de juventude do CDS, no Teatro São Luiz; de seguida, dirigem-se para a sede do partido, no Largo do Caldas, que é alvo de invasão e pilhagem.[2]
- 16 — Frank Carlucci é nomeado embaixador dos Estados Unidos da América em Lisboa, em substituição de Stuart Nash Scott.[2]
- 21 — A título póstumo, Humberto Delgado é reintegrado no posto de General da Força Aérea.[2]
- 23 — Tem lugar em Lisboa o I Congresso do PPD; Francisco Sá Carneiro é confirmado na liderança do partido.[2]

### Dezembro
- 13 — Inicia-se em Lisboa o I Congresso do PS na legalidade; Mário Soares é eleito Secretário-Geral do partido.[2]
- 16 — É fundada a União Democrática Popular (UDP), resultante da junção de diversos grupos de extrema-esquerda.[2]

## Desporto

### Basquetebol
- Campeonato Nacional de Basquetebol da 1.ª Divisão de 1973–74

### Ciclismo
- Volta a Portugal de 1974

### Futebol
- Primeira Divisão de 1973–74
- Segunda Divisão de 1973–74
- Taça de Portugal de 1973–74

### Hóquei em patins
- Campeonato Português de Hóquei em Patins de 1973–74

## Nascimentos

### Abril

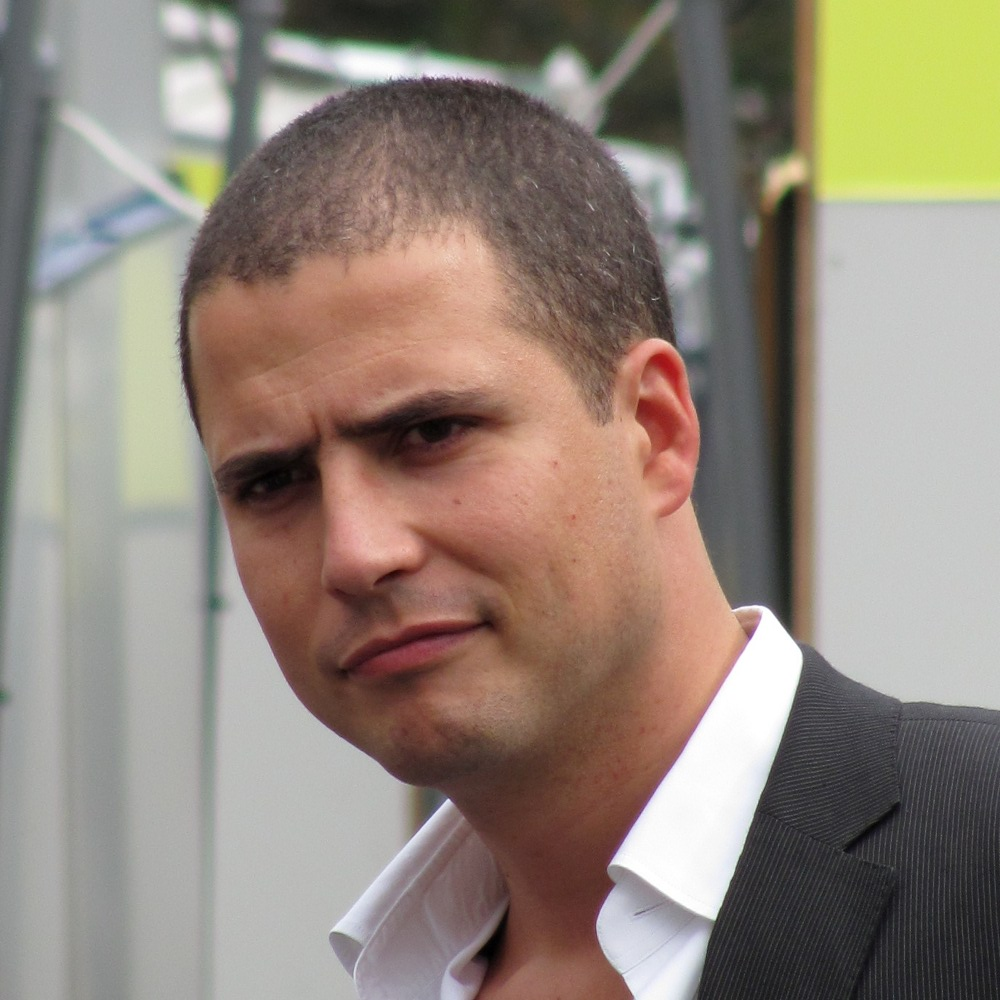
Ricardo Araújo Pereira

- 28 — Ricardo Araújo Pereira, humorista

### Julho
- 26 — André Carrilho, cartunista

### Agosto
- 24 — Dalila Carmo, atriz

### Setembro
- 5 — Elísio Donas, músico (m. 2023)

## Mortes

### Fevereiro
- 13 — João Pedro de Andrade, escritor (n. 1902)

### Maio
- 21 — Sara Beirão, escritora, jornalista, ativista feminista (n. 1880)

### Junho

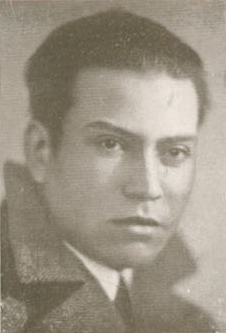
Ferreira de Castro

- 8 — José Manuel Sarmento de Beires, militar, pioneiro da aviação (n. 1893)
- 29 — Ferreira de Castro, escritor (n. 1898)

### Julho

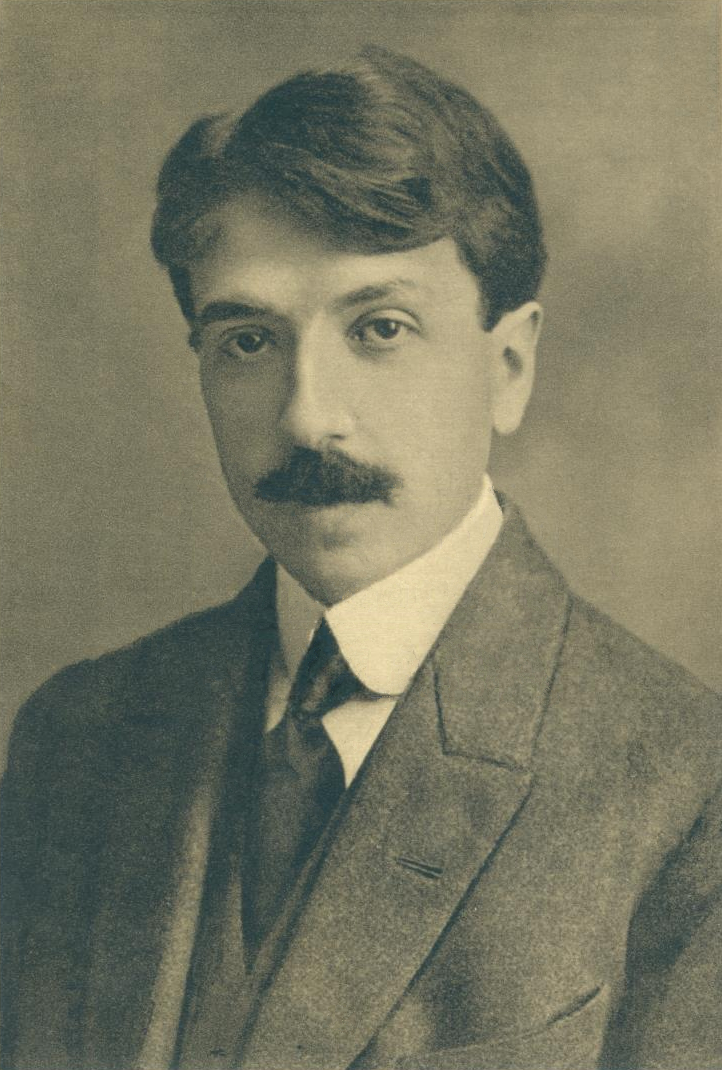
Raul Lino

- 13 — Raul Lino, arquiteto (n. 1879)

### Agosto
- 11 — José Falcão, toureiro (n. 1942)

### Setembro

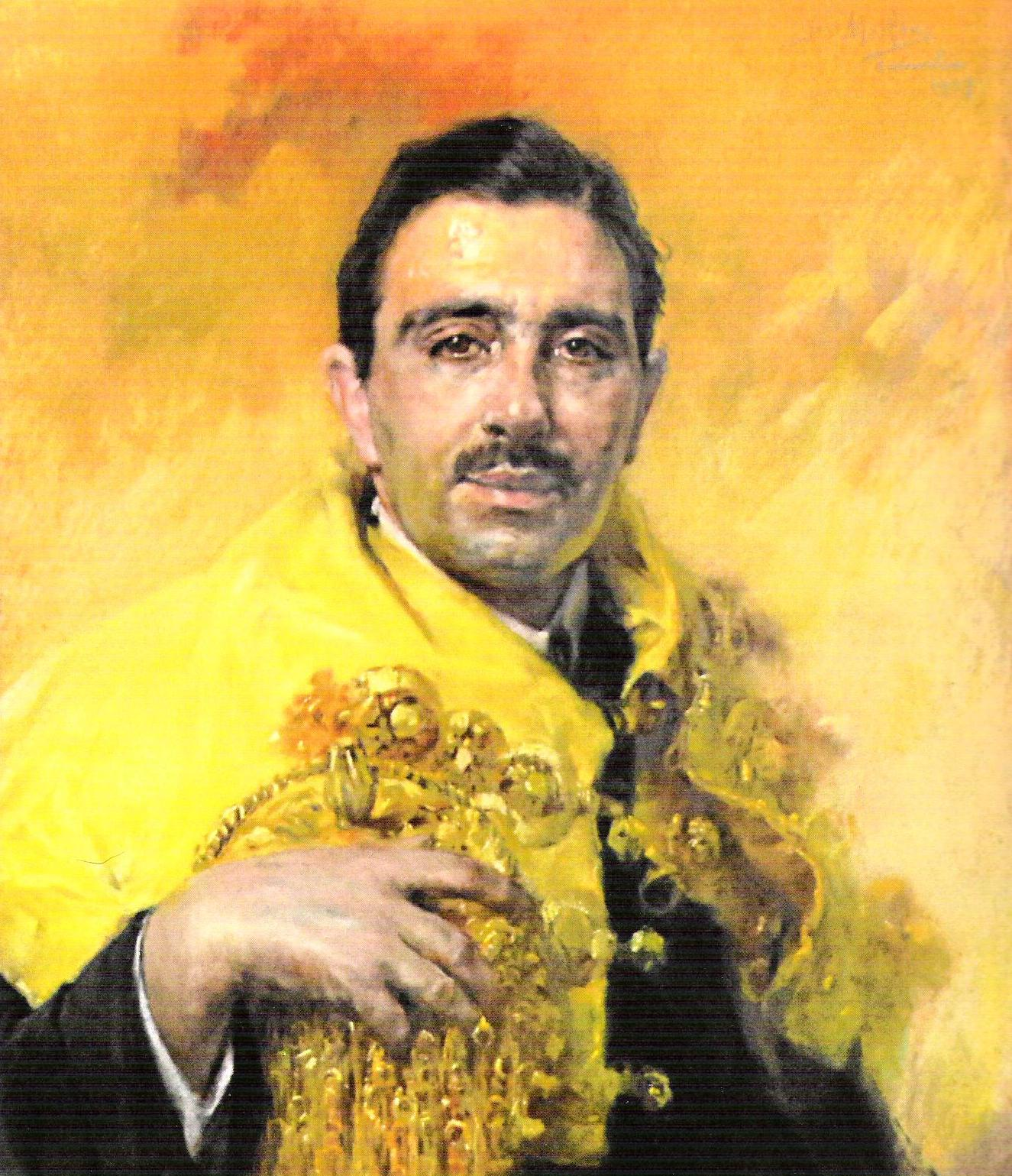
Bissaya Barreto

- 12 — António da Cunha Aragão, oficial da Marinha (n. 1904)
- 16 — Fernando Bissaya Barreto, médico e político (n. 1886)

### Novembro
- 22 — Manuel Maria Ferreira da Silva, prelado católico (n. 1888)

### Dezembro

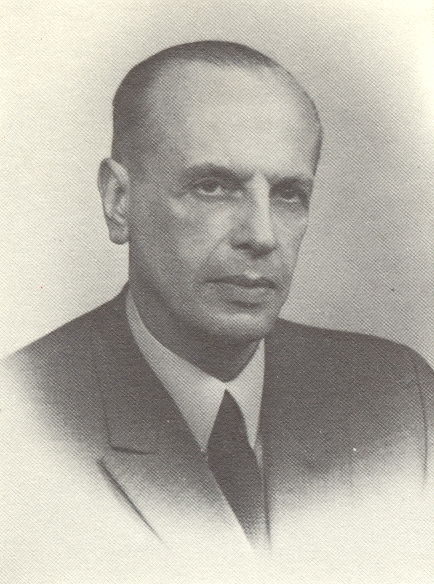
Jorge Croner de Vasconcelos

- 8 — Luís Maria Lopes da Fonseca, advogado e político (n. 1883)
- 9 — Jorge Croner de Vasconcelos, compositor (n. 1910)